# 哈瑟尔斯多夫-托伯尔巴德
哈瑟尔斯多夫-托伯尔巴德是奥地利施蒂利亚州格拉茨城郊县的一个市镇。总面积6.66平方公里，总人口1251人，人口密度187.8人/平方公里（2001年）。